# LIGHT (アルバム)
『LIGHT』（ライト）は、2014年10月8日に発売されたSPECIAL OTHERS ACOUSTIC名義1枚目のスタジオ・アルバム。初回限定盤は、CD+デビューに至るまでの密着ドキュメント映像、「LINE」「LIGHT」2曲のミュージック・ビデオから構成された「S.O.AのBANDやろうぜ 〜デビューまでの道のり〜」と題された75分間収録DVDとの2枚組仕様。

## 概要
SPECIAL OTHERSの別名義、SPECIAL OTHERS ACOUSTIC（スペシャル・アザース・アコースティック）による本作はメンバーによるアコースティック・プロジェクトのデビュー・アルバム。バンド名の通称はSPECIAL OTHERS ACOUSTICの頭文字を取りSOA（ソー）。
2014年、新人バンドの設定で活動開始。デビューの舞台はアルバムリリース前に開催された「QUTITAMA Ver. 17 SPECIAL OTHERS 野音 2014」にて。バンド名にある通り、アコースティックがメインで、ライブで演奏していたアコースティック楽曲のリリース化の要望に応え制作。新曲に加え、SPECIAL OTHERS楽曲のアコースティック・アレンジ・カバーも収録。タワーレコード及びタワーレコードオンライン購入者に”S.O.Aオリジナルステッカー"が封入された。

## 収録曲
1. LIGHT
2. March
3. Galaxy
4. LINE
5. Mambo No.5
6. BEN
7. STAR
8. Marvin
9. halo
10. Wait for The Sun